# Thébai szent csapat

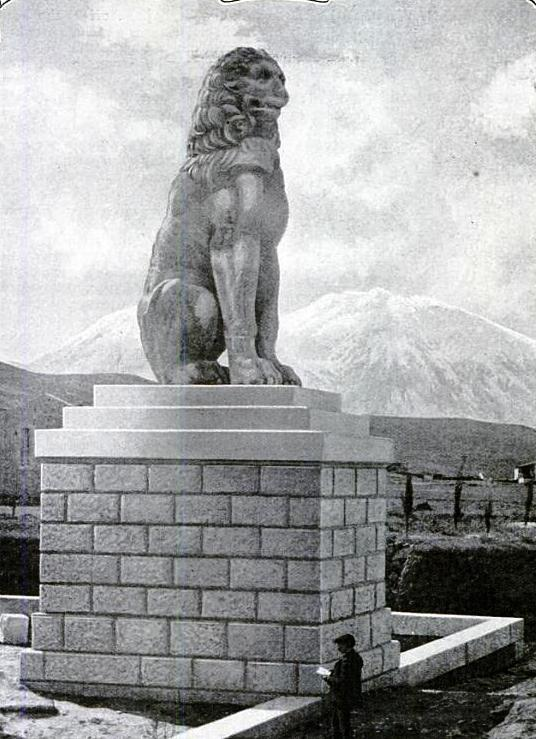
Khairóneiai oroszlán, amelyet a thébaiak emeltek a khairóneiai csatában elhunyt társaik emlékére

A thébai szent csapat vagy thébai szent sereg (ógörögül: Ιερός Λόχος τών Θηβών, hierosz lokhosz tón Thébón) Thébai városállam zászlóaljnyi elitalakulata volt, amely i. e. 378-tól i. e. 338-ig állt fenn. A sereg 150 pár férfiszeretőből állt, szándékosan ez alapján válogatták össze őket, mert az elmélet szerint így szorosabb kötelék fűzi össze a bajtársakat.
A sereg fennállásának 40 éve alatt számos katonai győzelmet aratott: legyőzte a spártaiak legalább háromszor nagyobb seregét Tegüránál i. e. 375-ben, majd több görög városállam csapatait Leuktránál i. e. 371-ben. Az i. e. 338-as khairóneiai csatában semmisült meg. A szent csapat – melynek fennállása során élte Thébai fénykorát – hadvezérei Gorgidasz, Pelopidasz, Epameinóndasz, Pamménesz és Theagenész voltak.

## Előzmények
A Boiótia néven ismert közép-görögországi terület felett az i. e. 4. század elejéig Thébai városállam gyakorolta a hatalmat. Ekkor azonban a peloponnészoszi háborúból győztesen kikerülő spártaiak az összes görög területre ki akarták terjeszteni hegemóniájukat. I. e. 386-ban a thébaiakat a Boiót Szövetség feloszlatására kényszerítették, i. e. 382-ben pedig elfoglalták a thébaiak akropoliszát, a Kadmeiát. Thébaiba spártai helyőrséget telepítettek, a Spárta-ellenes pártot pedig száműzték a városból. Az Athénban összegyűlt száműzöttek azonban az athéniak burkolt támogatásával városuk visszafoglalására készültek, i. e. 379-ben pedig Pelopidasz vezetésével egy kis csoportjuk belopózott Thébaiba, és meggyilkolta a Spárta-barát kormányzat vezetőit. Az államcsínyt követően a thébaiak szövetségre léptek Athénnal, valamint rövid úton újraélesztették a régi Boiót Szövetséget új, demokratikus alapokon. A boiótiai városok koinonban egyesültek, és egy – a korábbi tizenegy helyett – hét hadvezérből (a boiótarkhoszokból) álló testület vezetése alatt, amit Boiótia hét kerülete választott.

## Megalakulása
Thébai visszafoglalása után, i. e. 378-ban Gorgidasz szervezte meg először a szent csapatot – szinte biztosan a spártaiak által használt elitalakulatok mintájára–, amelyet 150 pár hoplita alkotott, tehát összesen 300 katonából állt. Plutarkhosz szerint a csapat létrejöttét Platón „A lakoma” című dialógusa inspirálta, amelyben a Phaidrosz nevű karakter kifejti, hogy az ideális sereg szeretőkből („istentől ihletett barátokból”) állna, hiszen az egymáshoz szorosan kötődő harcosok keményebben és elszántabban küzdenek a csatatéren, és egész életüket a katonáskodásnak szentelik. A korabeli Thébaiban teljesen elfogadott volt, hogy egy férfinak egy férfi a lelkitársa, sőt már-már megkövetelt társadalmi norma volt (ez nem feltétlenül jelenti azt, hogy szexuális kapcsolatot teremtettek).
A katonák kiképzését és ellátását a város állta, kaszárnyájuk pedig a Kadmeián volt. Képzésük nem csak a birkózást és a harcművészeteket foglalta magában, hanem táncot és lovaglást is tanultak. A szent csapat tagjai kezdetben a front teljes vonalán, elszórtan harcoltak, ugyanis Gorgidasz elképzelése szerint az elit katonákat övező tisztelet így a többi katonát is elszántabb harcra sarkallja. Amikor a thébai felkelés hírére II. Agészilaosz spártai király 30 000 katonája élén Thébai ellen vonult, a nyílt ütközet elkerülését szem előtt tartó védekező taktikára berendezkedve Gorgidaszéknak i. e. 378-ban és i. e. 377-ben is sikerült ellenállniuk a támadásnak. Ugyan nagy ütközetre nem került sor, de az események edzették, lelkesítették, küzdelemhez szoktatták és harci tapasztalatokkal gazdagították a thébaiakat. A spártaiak feldúlták a vidéket, de végül távoztak, meghagyva Thébai függetlenségét. Állítólag a spártai Antalkidasz a Boiótiából sebesülten visszatérő Agészilaosznak azt mondta: „Szép tandíjat kaptál te is a thébaiaktól, hogy akaratuk ellenére megtanítottad őket háborúskodni, harcolni.”

## Felemelkedése
Gorgidasz halálát követően Pelopidasz vette át a szent csapat vezetését. Pelopidasz – elődével ellentétben – egy kompakt egységbe tömörítette az elit harcosokat. Az ő irányítása alatt érte el a különítmény a legnagyobb sikereit, amelyeknek köszönhetően nevük örökre fennmaradt. Az első komoly diadalt i. e. 375-374-ben érték el, amikor Pelopidasz a szent csapattal és további 200 lovasával Tegüra közelében egy szűk átjáróban szembetalálkozott egy spártai sereggel, amelynek létszáma 1000 és 1800 között lehetett. A legenda szerint ekkor valaki odafutott Pelopidaszhoz és azt mondta neki: „Az ellenség kezébe kerültünk!” Erre ő higgadtan csak annyit felelt: „Inkább az a miénkbe!” A tegürai csata néven ismert ütközetben a túlerőt leküzdve felülkerekedett a szent csapat a spártaiakon. Történelmi győzelem volt ez, hiszen korábban nyílt színi ütközetben spártai sereg soha nem szenvedett vereséget kisebb létszámú sereggel szemben.
I. e. 371-ben összegyűltek Hellász legjelentősebb hatalmai, hogy a több évtizedes ellenségeskedésnek véget vessenek. Spártát egyik királya, az idős Agészilaosz, Athént kiváló politikusa, Kallisztratosz, Thébait pedig Epameinóndasz képviselte. Az i. e. 387-es Antalkidasz-féle királybékében szavatolták az összes anyaországi hellén város függetlenségét. Spárta és Athén hajlandó volt elismerni a Spárta vezette peloponnészoszi és az Athén irányítása alatt álló második tengeri szövetséget független államok olyan társulásának, amely nem sérti a királybéke előírásait. Azonban sem Spárta, sem a korábbi szövetséges, de Thébai növekvő hatalmára egyre féltékenyebb Athén nem engedte, hogy Thébai az összes boiótiai városállamot képviselje. Thébai viszont nem volt hajlandó lemondani Boiótia feletti hegemóniájáról, ezért a békét Epameinóndasz elutasította, azzal érvelve, hogy Lakónia városállamainak legalább annyi joguk van Spártától függetlennek lenni, mint Boiótiának Thébaitól. Egyes feltételezések szerint a tegürai győzelem akkora önbizalmat adott a thébaiaknak, hogy Epameinóndasz szándékosan lehetetlenítette el a békét, hogy sor kerülhessen egy döntő összecsapásra a spártaiak ellen.

## A leuktrai csata

Felül: A tradicionális hoplita csatarend
Alul: Epameinóndasz taktikája. A vörös blokkok az elit csapatok.

A béketárgyalások kudarca után Spártából azonnal parancsokat küldtek I. Kleombrotosz spártai királynak, aki egy hadsereg élén Phókiszban volt, hogy vonuljon azonnal Boiótiába. Észak felé kerülve Kleombrotosz elkerülte a hegyi átjárókat, ahol a thébaiak lesben álltak, és váratlan irányból tört Boiótiára, ahol gyorsan elfoglalt egy erődöt, és zsákmányolt számos triérészt. Théba felé menetelve letáborozott Leuktránál Theszpiai területén. Itt találkozott vele a boiótiai hadsereg. A spártaiak 10 000 hoplitájával – akikből 700 volt a teljes jogú szabad polgár, azaz homoiosz („egyenlő”) – szemben 6000 boiótiai állt szemben, akiket a peloponnészosziakat felülmúló lovasság támogatott (más források szerint a spártai lovasság száma ezer fő volt, a boiótiaiaké pedig csupán 6-700)
A csatarend felállítása során Epameinóndasz két újítást alkalmazott. Hagyományosan a phalanx sorban állt fel úgy, hogy az elit csapatok a jobb szárnyra kerültek. Így a spártai phalanxban Kleombrotosz és egyenlői a jobb szárnyon, peloponnészoszi szövetségesei a bal szárnyon álltak. A spártai számbeli fölényt ellensúlyozandó Epameinóndasz és a thébai szent sereg Pelopidasz vezetésével a balszélre kerültek. Epameinóndasz tehát a szent csapatra helyezte a hangsúlyt, és az volt a terve, hogy az ütközetet a két fél legképzettebb egységei döntsék el. Másodszor, mivel a sorok túlságos elvékonyítása nélkül nem tudott volna a spártaival megegyező szélességű hadrendet felállítani, inkább tovább mélyítette a phalanxot a bal oldalon, ahol az 50 soros volt a hagyományos 8-12 helyett. A csatában a bal szárny dupla sebességgel támadott, míg a jobb szárny hátrált, hogy késleltesse az összecsapást. A mély phalanxot Pagondasz thébai tábornok alkalmazta először a delioni csatában, de a lépcsős csatarend Epameinóndasz találmánya volt, ezt a szakirodalom „ferde ék” típusú felállásnak nevezi.
A csata lovassági összecsapással kezdődött, amit a thébaiak nyertek. A két phalanx összecsapásában elesett Kleombrotosz király, majd a thébai elit csapatok rohamának súlya alatt összeomlott a spártai elit jobb szárny és menekülni kezdett. Ezt látva a peloponnészoszi szövetségesek hadrendje is felbomlott. A menekülés során 4000 spártai halt meg, és ami a legfontosabb, 400 a 700 "egyenlőből", ami súlyosan megkérdőjelezte Spárta jövőbeli katonai képességeit.
Pauszaniasz szerint ez volt a legjelentősebb csata a görög városállamok közötti háborúk történetében.
A leuktrai győzelemnek köszönhetően Thébai teljes mértékben önállósodott Spártától, és sikerült kiterjesztenie hatalmát.

## Thébai hegemónia

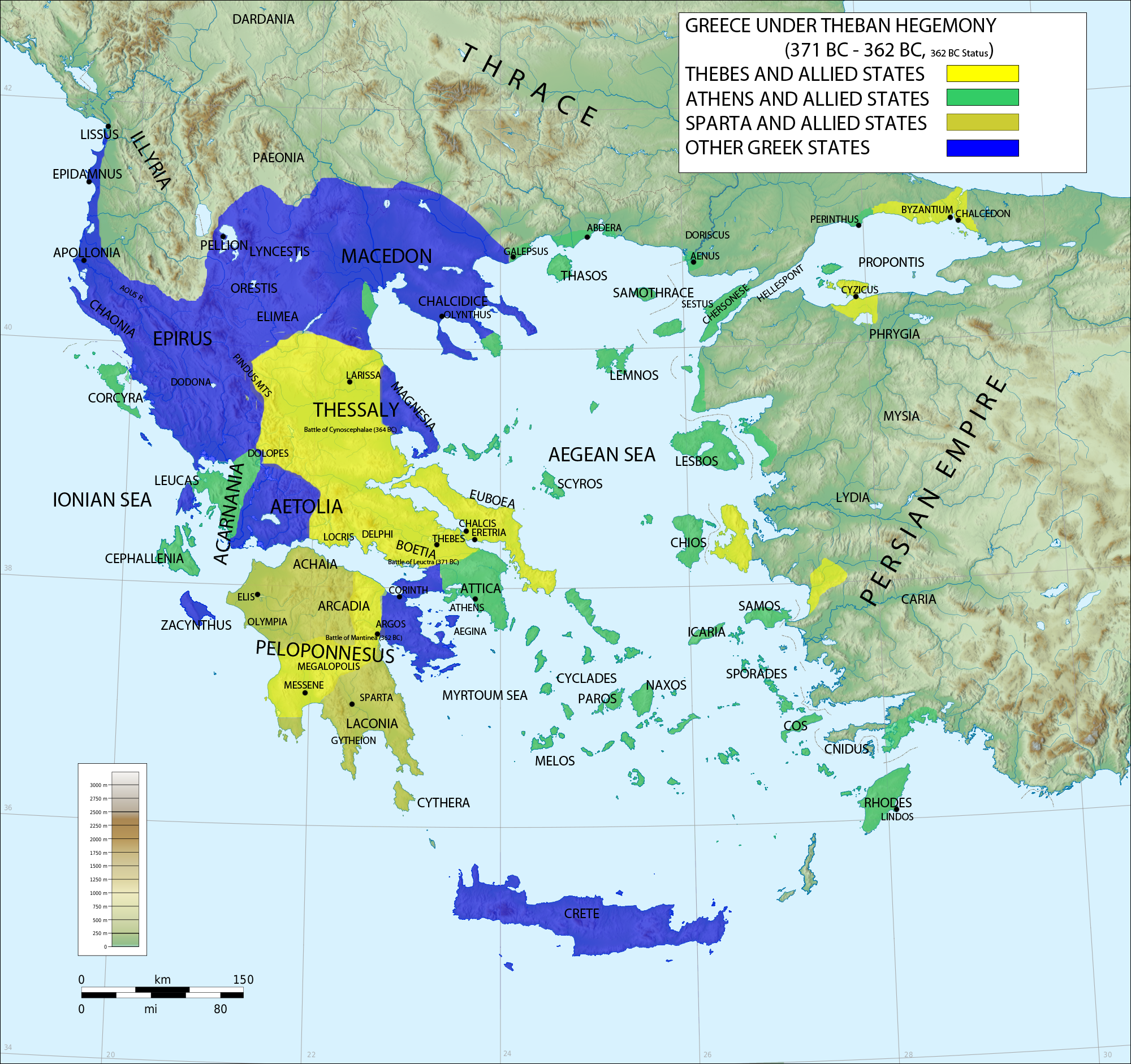
Görögország térképe a thébai hegemónia csúcspontján (i. e. 362). A thébai hatalom a sárgával jelölt területekre terjedt ki.

A leuktrai győzelem megnyitotta az utat Thébai Görögország feletti hegemóniája előtt, az egykor nagyhatalmú spártaiakat pedig végleg megrogyasztotta. Pelopidasz i. e. 364-es és Epameinóndasz i. e. 362-es halála ugyan véget vetett Thébai megkérdőjelezhetetlen katonai felsőbbrendűségének, a szent csapatot azonban továbbra sem tudták legyőzni, Thébai pedig erős és biztonságos városállam maradt. Epameinóndasz halála után Pamménesz irányítása alá került a szent csapat. A leuktrai csata előtt Boiótia olyan gyakori és erőszakos hadi eseményeknek volt a helyszíne, hogy Epameinóndasz egyenesen „háborús tánctér”-nek nevezte. Leuktra után azonban egészen i. e. 338-ig egyetlen komolyabb ütközet sem történt Boiótiában. Ám mialatt Thébai virágkorát élte, olyan események sorozata indult meg, amely végül Thébai bukásához vezetett. Az i. e. 4. században a korábban gyenge Makedóniát rátermett uralkodói egységes és katonailag ütöképes hatalommmá kovácsolták.
A makedónok sok mindent tanultak a thébaiaktól. I. Alexandrosz makedón király például az i. e. 360-as évek elején a thébai szent csapat mintájára hozott létre egy elit gyalogos sereget. A makedón trónörökös, a későbbi II. Philipposz makedón király, pedig i. e. 368. és i. e. 365. között thébai fogságban volt, ahol Epameinóndasztól kapott politikai és diplomáciai nevelést. I. e. 359-es trónra kerülése után aztán kihasználta a görög városállamok viszályát, és egész Görögországban egyre nagyobb befolyásra tett szert. I. e. 338-ban az addig Philipposz oldalán álló thébaiakat sikerült meggyőznie Athénnak, hogy az egyes görög városállamok függetlenségére komoly veszélyt jelentő makedón hegemóniával szemben lépjen velük szövetségre. Ez a szövetség néhány másik városállammal kiegészülve ugyanezen év augusztusában Khairóneiánál próbálta meg feltartóztatni Philipposzt.

## A khairóneiai csata
A szent csapat és ezzel Thébai alkonya a khairóneiai vesztes csata után következett be (i. e. 338). Ekkor II. Philipposz makedón király és fia, a későbbi Nagy Sándor, hosszú lándzsás phalanxai felülkerekedtek a klasszikus hoplita gyalogos hadakon. Thébai és szövetségesei csapatainak többsége megfutamodott, de nem így a Theagenész által vezetett thébai szent csapat, amely a végsőkig küzdött. Plutarkhosz azt írja, hogy Philipposz a hősi halált halt katonák tetemei láttán így kiáltott fel: „Vesszen az, aki azt állítja, hogy ezek a férfiak bármilyen becstelen dolgot tettek vagy elszenvedtek volna.” I. e. 300 körül egy hatalmas, márványból készült oroszlánszobrot emeltek az elhunyt thébaiak emlékére. Az emlékművet a 20. században restaurálták, így a mai napig látható. Bár Plutarkhosz szerint a szent csapatnak mind a 300 tagja elesett a khairóneiai ütközetben, az 1879-80-as ásatásokkor mindössze 254 csontváz került elő. Ennek oka az lehetett, hogy nem mindegyikük a csatatéren halt meg, de az is elképzelhető, hogy nem teljes létszámmal voltak jelen a csatában.

## Kulturális vonatkozások
- Az Army of Lovers nevű svéd danceegyüttes neve az Armee der Liebenden oder Revolte der Perversen című 1979-es német dokumentumfilm címéből származik, aminek címe a thébai szent csapatra utal.

### Ókori források
- Platón. A lakoma
- Plutarkhosz. Morália
- Plutarkhosz. Pelopidasz, Párhuzamos Életrajzok
- Diodórosz. Bibliothéké
- Xenophón. Hellénika

### Modern források
- Hegyi Dolores – Kertész István – Németh György – Sarkady János. Görög történelem a kezdetektől Kr. e. 30-ig. Budapest: Osiris (2005). ISBN 963-389-799-8
- Kertész, István. Antik harcmezőkön. Budapest: Korona (2000). ISBN 963-9191-23-X
- Balfour, David (2010). „Boeotian crack troops - The Theban Sacred Band”. Ancient Warfare IV (3), 43-47. o.
- DeVoto, James G. (1992). „The Theban Sacred Band”. The Ancient World XXIII (2), 3-19. o.